# Либерти (округ Тајога, Пенсилванија)
Либерти (енгл. Liberty, Tioga County) град је у америчкој савезној држави Пенсилванија.

## Демографија
По попису из 2010. године број становника је 249, што је 19 (8,3%) становника више него 2000. године.
| Група             | 2000.       | 2010.       |
| Белци             | 226 (98,3%) | 243 (97,6%) |
| Афроамериканци    | 0 (0,0%)    | 4 (1,6%)    |
| Азијати           | 0 (0,0%)    | 0 (0,0%)    |
| Хиспаноамериканци | 2 (0,9%)    | 0 (0,0%)    |
| Укупно            | 230         | 249         |